# Little Big Adventure 2
Little Big Adventure 2 (fréquemment abrégé LBA2) est un jeu vidéo d'action-aventure pour PC, développé par Adeline Software International et sorti en Europe en mai 1997 (édité par Electronic Arts). En Amérique du Nord et au Brésil, le jeu est sorti en juin 1997 sous le nom Little Big Adventure: Twinsen's Odyssey, et a été édité par Activision. Il s'agit de la suite de Little Big Adventure, sorti en 1994. LBA2 est par la suite adapté par GOG.com pour être compatible avec les versions plus récentes de Windows et Mac OS X. En 2022, le jeu est renommé Twinsen's Little Big Adventure Classic 2 par le studio « 2.21 » ayant acquis la propriété intellectuelle du jeu.
Un reboot de la série est en développement depuis 2021, par le studio 2.21,. Ce même studio développe une version remasterisée du jeu depuis 2023, intitulée Little Big Adventure 2 Remastered.

## Trame

### Univers
Zeelich est un monde extra-terrestre (du point de vue des Twinsuniens et du nôtre), recouvert de lave et de fumée, et dont les habitants, les Esmers, préfèrent habiter sur les sommets des montagnes.
Comme sur Twinsun, quatre espèces se côtoient :
- Mosquibee (insecte volant anthropomorphe) ;
- Blafard (taupe anthropomorphe) ;
- Knarta (à l'apparence de grande saucisse) ;
- Sup (la plus humanoïde de tous, à la tête en forme de cône renversé et oreilles pointues).

D'autres espèces d'extra-terrestres peuvent être rencontrées, tels les Gloums (crocodiles anthropomorphes) tenant un casino et deux touristes ressemblant à une girafe et une fourmi.
Sur Otringal, dans le QG des dissidents, des objets comme des cotons-tiges ou un bouchon de champagne, venant d'une « lointaine planète poubelle » (désignant ainsi la Terre), donnent une idée de la taille des personnages du jeu, en réalité très petits.

### Scénario
L'intrigue du jeu prend la suite de Little Big Adventure où Twinsen avait vaincu le dictateur FunFrock et retrouvé sa femme Zoé à la suite de l'enlèvement de celle-ci. De retour dans leur maison de l'Île de la Citadelle (sur la planète Twinsun), Twinsen a ramené avec lui le DinoFly qu'il avait rencontré dans sa précédente aventure et vit désormais paisiblement avec Zoé qui attend un enfant. Cependant, au cours d'une journée ensoleillée, un orage particulièrement violent éclate de manière brutale. Au cours de l'orage, le DinoFly de Twinsen reçoit une décharge électrique et se trouve mal en point.
Partie 1 : Twinsun : Twinsen doit soigner son DinoFly, et se rend pour cela chez la pharmacienne qui ne peut cependant pas lui prescrire de remède. Une cliente apprend toutefois à Twinsen que le Mage Ker'aooc qui se trouve sur l'Île du Désert pourra guérir l'animal. Or, le mauvais temps rend la navigation maritime impossible. Twinsen part donc chercher le Mage Météo sur l'Île de la Citadelle pour qu'il mette un terme à l'orage. Le Mage Météo a besoin de lancer son incantation depuis le haut du phare de l'île, mais le gardien du phare (Ralph) qui en a les clés est absent. Twinsen part donc à sa recherche et le découvre enfermé dans une grotte de l'île. Ralph a été capturé par le Tralü, un monstre que Twinsen combat pour libérer le jeune gardien. Du haut du phare désormais accessible, le Mage Météo fait revenir le beau temps.
Alors que les nuages disparaissent, des soucoupes volantes descendent du ciel. Les extra-terrestres qui en sortent se présentent comme étant des Esmers, et affirment venir en paix. Twinsen se rend sur l'île du Désert en ferry pour trouver le Mage Ker'aooc, mais celui-ci est absent. Twinsen se rend alors à l'école de magie où on lui propose de devenir lui-même mage. Acceptant cette proposition, Twinsen doit auparavant passer trois épreuves pour prouver ses aptitudes. En réussissant la deuxième épreuve, Twinsen se voit remettre une conque qui lui permet de guérir son DynoFly. Twinsen retrouve aussi Jérôme Baldino sur l'île du Désert, un ami ingénieur qui était déjà présent dans sa précédente aventure. Une fois son diplôme de mage obtenu, Twinsen apprend que la plupart des autres mages de Twinsun ont récemment disparu de manière mystérieuse. Twinsen doit désormais essayer de les retrouver, et se doute qu'un lien existe entre la disparition des mages et la venue des Esmers, certains de ces derniers ayant un comportement étrange. L'un de ces Esmers propose à Twinsen de partir avec lui en soucoupe volante sur la planète Zeelich d'où sont originaires les Esmers, et Twinsen accepte pour en découvrir plus sur les nouveaux arrivants.
Partie 2 : Zeelich : La soucoupe arrive sur Otringal, une île de Zeelich, et Twinsen se fait immédiatement enfermer en prison. Les Esmers ne sont donc à l'évidence pas venus en paix et la proposition amicale de l'Esmer n'était en réalité pas à but touristique. Twinsen parvient à s'échapper de la prison par la force et veut retourner sur Twinsun. Il parvient à rejoindre la plate-forme d'arrivée et de départ des soucoupes, s'empare par la force d'un "disque de route" pour faire démarrer une soucoupe et repart vers sa planète natale.
Partie 3 : retour sur Twinsun : De retour sur l'île de la Citadelle, Twinsen découvre que des agents armés venus de Zeelich ont entièrement pris le contrôle des lieux en rompant définitivement avec le discours de paix qu'ils tenaient à leur arrivée. Twinsen apprend aussi que tous les enfants de l'école primaire ont été enlevés par les Esmers, ainsi que d'autres mages, dont le Mage Météo. Twinsen sait que pour combattre l'ennemi, il va devoir disposer de pouvoirs magiques plus avancés, et suit donc les conseils de l'école de magie pour posséder le pouvoir du "sort de foudre" ainsi qu'une "boule de Sendell" qui lui permettra de communiquer en cas d'extrême nécessité avec Sendell, une divinité protectrice de Twinsun. Peu après avoir récupéré la boule de Sendell, Twinsen est contacté par talkie-walkie par Jérôme Baldino qui se trouve sur la Lune d'Émeraude (l'unique lune de Zeelich) : Baldino a découvert que les Esmers ont pour but de détruire entièrement la planète Twinsun, et demande à Twinsen de le rejoindre sur la Lune d'Émeraude pour mener à bien une opération. Par la force, Twinsen réussit à s'infiltrer dans une base secrète construite par les Esmers et parvient à voler une navette pour rejoindre Baldino.
Partie 4 : la Lune d'Émeraude : Arrivé sur la Lune d'Émeraude, Twinsen découvre une grande base Esmer où travaillent des ingénieurs. Il s'y infiltre et finit par retrouver Baldino qui a été fait prisonnier en compagnie d'un ingénieur Esmer conscient de la folie des autres Esmers. Les deux prisonniers désormais délivrés expliquent à Twinsen qu'un ancien Dieu des Esmers du nom de Dark Monk s'est miraculeusement réincarné, et, soutenu par l'Empereur de Zeelich, souhaite faire accomplir une ancienne prophétie pour redonner à Zeelich un aspect paradisiaque. Pour accomplir la prophétie, il faut justement détruire Twinsun. L'ingénieur révèle que des réacteurs ont été placés sur la Lune d'Émeraude pour la propulser sur Twinsun. Ces réacteurs sont contrôlés depuis l'îlot CX qui se trouve sur Zeelich. Les trois compagnons s'échappent de la base par la force et l'ingénieur est tué dans la bataille. À bord du vaisseau de Baldino, les deux survivants arrivent sur Zeelich de manière chaotique à cause d'un manque de carburant.
Partie 5 : retour sur Zeelich : Le vaisseau étant endommagé, Baldino doit le réparer en laissant Twinsen mener seul la suite des opérations. Baldino demande aussi à Twinsen de lui trouver du gazogem, le carburant utilisé sur Zeelich. Twinsen se rend sur les autres îles de Zeelich : l'îlot de la Célébration et l'île des Knartas. Sur cette seconde île, Twinsen découvre une raffinerie de gazogem bien gardée dans laquelle il parvient à s'emparer du précieux liquide. De retour sur Otringal, Twinsen parvient à entrer en contact avec un groupe de dissidents qui lui remettent un "pistolaser" de très longue portée, et l'informent que pour accéder à l'îlot CX, il faut descendre dans le monde souterrain de Zeelich (nommé "sous-gaz") pour remonter ensuite jusqu'à l'îlot. L'accès au sous-gaz se fait depuis une plate-forme militaire sur laquelle Twinsen se rend.
Partie 6 : le sous-gaz : Twinsen arrive dans le sous-gaz par un ascenseur aboutissant sur l'île des Blafards. Un passeur permet à Twinsen d'aller sur l'île des Mosquibees où vit un peuple dissident. Twinsen va à la rencontre de la reine des Mosquibees pour savoir comment atteindre l'îlot CX, mais les forces de l'Empereur arrivent alors sur l'île et enlèvent la reine. Twinsen parvient à apprendre que celle-ci est désormais détenue dans un bâtiment de l'île des Blafards. Une fois délivrée, la reine remet à Twinsen une clé pour accéder à l'îlot CX dont l'accès est dissimulé derrière son trône. Twinsen repart donc sur l'île des Mosquibees pour accéder au trône de la reine en combattant les forces de l'Empereur.
Partie 7 : l'îlot CX : à la suite de combats acharnés avec les divers soldats postés sur l'îlot, Twinsen parvient à la salle de commandement où se trouve l'Empereur de Zeelich. Celui-ci explique à Twinsen que le personnage qui affirme être la réincarnation de Dark Monk n'est pas le vrai Dieu, et qu'il ne s'agit que d'une mise en scène. Mal en point, l'Empereur parvient à mettre en route les réacteurs placés sur la Lune d'Émeraude avant de mourir. Twinsen récupère un sabre de l'Empereur et repart sur Otringal grâce à une soucoupe volante de l'Empereur.
Partie 8 : l'îlot de la Célébration : Avant de détruire les réacteurs postés sur la Lune d'Émeraude, Twinsen veut combattre l'imposteur qui se fait passer pour Dark Monk. Revenant sur l'îlot de la Célébration où il sait que Dark Monk doit faire une apparition, il découvre qu'il s'agit du Docteur FunFrock qu'il avait déjà combattu dans sa précédente aventure. Il apprend que les mages ont été enlevés sur les ordres de FunFrock pour utiliser leurs pouvoirs dans le but de capter l'énergie de Sendell et la libérer brutalement en s'ajoutant à la collision avec la Lune d'Emeraude. Les enfants ont été enlevés pour faire pression sur les mages pour qu'ils acceptent de coopérer. Se lançant à la poursuite du malfaiteur dans un dédale de pièces, Twinsen doit affronter de nombreux soldats (dont la plupart sont des robots) aux ordres de l'ancien dictateur. Twinsen retrouve les mages kidnappés, mais en rentrant dans la pièce où sont détenus les enfants, FunFrock fait tomber leur cachot dans la lave en contrebas. Malgré cet échec douloureux, Twinsen continue de poursuivre FunFrock et l'affronte finalement dans un combat intense qui se termine par la victoire de Twinsen. En s'approchant du gouffre de lave dans lequel sont tombés les enfants, Twinsen découvre en contrebas le vaisseau de Baldino qui est arrivé juste à temps pour récupérer les enfants dans leur chute. Émerveillé, Twinsen saute dans le vaisseau de Baldino et repart vers Twinsun. Contacté par Sendell, Twinsen retourne sur sa planète pour aider la déesse à repousser la lune. Les Esmers, ayant découvert le vrai visage de celui qu'ils croyaient être Dark Monk, bombardent les réacteurs situés sur la Lune d'Émeraude, au moment où l'énergie de Sendell se révélait insuffisante pour empêcher le cataclysme. La cinématique finale montre le jeune fils de Twinsen qui est né pendant que son père sauvait le monde.

### Allusions diverses
- Dans le palais de l'Empereur, Twinsen peut affronter le héros de Time Commando, jeu développé par Adeline en 1996.
- Le nom de l'inventeur fou « Jérome Baldino » est une anagramme de Jérôme Bonaldi, présentateur TV spécialisé dans les inventions.
- Le nom du mage météo « Bersimon » est une référence à Albert Simon, homme de radio connu entre autres pour ses bulletins météorologiques.
- Dans le bar du port d'Otringal, les tableaux aux murs auraient été peints par un certain Gramitte, référence au célèbre peintre René Magritte.
- Dans le même bar, le guitariste sur scène semble être une représentation de Gene Simmons, bassiste du groupe de rock Kiss.

## Système de jeu
Le joueur peut se déplacer dans le jeu à pied, en voiture, en vaisseau spatial et avec son DinoFly (animal qui semble croisé du dinosaure et du dragon).
Lorsque le joueur rentre dans un bâtiment, la vue est isométrique, exactement comme dans le premier Little Big Adventure. Mais lorsqu'il est à l'extérieur, le joueur peut changer la position de la caméra à tout moment, afin d'obtenir une meilleure vue du champ de vision de Twinsen, qui s'adapte d'ailleurs la plupart du temps à ses mouvements.
On peut noter que les personnages autres que Twinsen s'actualisent (apparaissent ou disparaissent) lorsque le joueur franchit certains endroits prédéfinis. Mais cela ne veut pas dire que Little Big Adventure 2 est un jeu par "niveau", ce qui ne correspond pas très bien au mode de fonctionnement du jeu.

## Développement
Selon les informations du site IMDb, le budget de développement de Little Big Adventure 2 aurait été d'environ 960 000 francs, soit environ 150 000 euros.